# Guillaume Schyns
Pour les articles homonymes, voir Schyns.
Guillaume Schyns, aussi appelé Willy Schyns, né le 13 octobre 1923 à La Calamine et y mort le 15 novembre 2001, est un homme politique belge, membre du Parti social chrétien (PSC).

## Biographie
Il est employé de profession. En 1960, il déménage à La Calamine et en octobre 1964, il en devient bourgmestre pour une durée de vingt ans. La commune de La Calamine vient d’être reconnue par la loi du 2 août 1963 comme faisant partie de la région de langue allemande.
Il siègera dès mars 1961 pour 20 ans comme député PSC de l'arrondissement de Verviers. Il fera partie dès sa création en 1971 du Conseil culturel de la Communauté française de Belgique et ce pendant 10 ans.
Willy Schyns fait partie du gouvernement Leburton I, qui vote le 10 juillet 1973 la Loi créant le Conseil culturel de la Communauté culturelle de langue allemande. Il est à ce jour le seul germanophone ayant fait partie d'un gouvernement national, où il est Secrétaire d’État aux Cantons de l’Est et au Tourisme (26 janvier-23 octobre 1973). Une fois installé le Rat der deutschen Kulturgemeinschaft, le 23 octobre 1973, Willy Schyns en fait partie de 1973 à 1986.
Willy Schyns va siéger au Conseil économique régional de Wallonie (1971-1980).
Willy Schyns décèdera un 15 novembre, jour officiel de la fête de la Communauté germanophone.

## Fonctions politiques
- conseiller communal d'Andrimont (1959-1960)
- député (1961-1981)
  - membre du Parlement européen (1977-1979)
  - membre du Conseil régional wallon (1980-1981)
- conseiller communal de La Calamine (1965-1984)
  - bourgmestre (1965-1984)
- Secrétaire d'État (1972-1973)
- membre du Rat der deutschen Kulturgemeinschaft (1973-1986)